# Aéroport de Salzbourg-W.-A.-Mozart
L'aéroport de Salzbourg (en allemand : Flughafen Salzburg), code IATA : SZG • code OACI : LOWS est l'aéroport de la ville de Salzbourg ; il est également connu sous l'appellation complète « Aéroport de Salzbourg-W.-A.-Mozart » (en anglais : Salzburg Airport W. A. Mozart), le célèbre musicien étant né dans la ville en 1756.

## Situation
| \| 20 km1:1 859 000 \| Graz Innsbruck Klagenfurt Linz Salzbourg Vienne-Schwechat |
| 20 km1:1 859 000                                                                 |

## Compagnies aériennes et destinations
| Compagnies                | Destinations |
| ------------------------- | --- |
| Aer Lingus                | En saison charter: Cork, Dublin |
| airBaltic                 | En saison: Riga, Tallinn |
| Air Corsica               | En saison: Calvi Sainte-Catherine |
| Air France                | En saison: Paris-Charles de Gaulle |
| Air Serbia                | En saison: Belgrade-Nikola-Tesla |
| British Airways           | Londres-Gatwick En saison: Londres-City, Londres-Heathrow, Southampton |
| Corendon Airlines         | En saison: Antalya |
| easyJet                   | En saison: - Amsterdam - Berlin-Brandebourg, - Bristol, - Hambourg-H.-Schmidt, - Liverpool-J.-Lennon, - Londres-Gatwick, - Londres-Luton |
| Eurowings                 | Berlin-Brandebourg, Copenhague-Kastrup, Düsseldorf, Hambourg-H.-Schmidt En saison: - Corfou-I. Kapodístrias, - Héraklion-N. Kazantzákis, - Hurghada, - Ibiza, - Karpathos, - Kos, - Split, - Olbia-Costa Smeralda, - Palma de Majorque, - Rhodes-Diagoras, - Thessalonique-Makedonía, - Zante D.-Solomós En saison charter: Aalborg, Billund |
| Finnair                   | En saison: Helsinki-Vantaa |
| flydubai                  | Dubaï |
| flynas                    | En saison: Djeddah - Roi-Abdelaziz, Riyad-roi Khaled |
| Icelandair                | En saison: Reykjavik-Keflavík |
| Jet2.com                  | En saison: - Belfast, - Birmingham, - Bristol, - East Midlands, - Édimbourg, - Leeds-Bradford, - Londres-Stansted, - Manchester, - Newcastle |
| Lübeck Air                | Lübeck En saison charter: Prévéza-Aktion |
| Lufthansa                 | Francfort En saison: Londres-Heathrow |
| Luxair                    | En saison: Luxembourg-Findel |
| Norwegian Air Shuttle     | En saison: Oslo-Gardermoen, Stockholm-Arlanda |
| Play (compagnie aérienne) | En saison: Reykjavik-Keflavík |
| Ryanair                   | Londres-Stansted En saison: Dublin, Manchester |
| Scandinavian Airlines     | En saison: Copenhague-Kastrup, Oslo-Gardermoen |
| Sun d'Or                  | En saison: Tel Aviv - Ben Gourion |
| Transavia                 | Amsterdam En saison: Bruxelles-National, Eindhoven, Rotterdam-La Haye En saison charter: Billund, Copenhague-Kastrup |
| TUI Airways               | En saison: - Birmingham, - Bristol, - East Midlands, - Londres-Gatwick, - Londres-Stansted, - Manchester, - Newcastle |
| Turkish Airlines          | Istanbul En saison: Ordu-Giresun |

Édité le 07/01/2018  Actualisé le 01/02/2023

## Statistiques

### En graphique
Pour des raisons techniques, il est temporairement impossible d'afficher le graphique qui aurait dû être présenté ici.

Voir la requête brute et les sources sur Wikidata.

### En tableau
| Année | Passagers | Évolution |
| ----- | --------- | --------- |
| 2005  | 1,695,430 |           |
| 2006  | 1,878,266 | 10,8 %    |
| 2007  | 1,946,422 | 3,6 %     |
| 2008  | 1,809,601 | 7,1 %     |
| 2009  | 1,552,154 | 14,3 %    |
| 2010  | 1,625,842 | 4,8 %     |
| 2011  | 1,700,989 | 4,6 %     |
| 2012  | 1,666,487 | 3,0 %     |
| 2013  | 1,662,834 | 0,2 %     |
| 2014  | 1,819,520 | 9,4 %     |